# Ciribiribin
Ciribiribin è una canzone piemontese, conosciuta a livello internazionale.
Ciribiribin! Che bel faccin, / che sguardo dolce ed assassin. / Ciribiribin! Che bel nasin, / che bel dentin, che bel bocchin (versione in italiano)»
(Carlo Tiochet, Ciribiribin)

## La canzone
Ciribiribin fu scritta nel 1898 da Carlo Tiochet per il testo, in piemontese, e da Alberto Pestalozza per la musica, edita dalle edizioni musicali Carisch e lanciata dalla soubrette austriaca Mitzi Kirchner.
Il brano ebbe subito molto successo: ne venne preparata anche una versione col testo in italiano e, nel corso degli anni successivi, è stata tradotta in tante altre lingue (inglese, francese, spagnolo, giapponese etc.) e incisa sia da artisti italiani (Trio Lescano, Renato Carosone, Carlo Pierangeli, Claudio Villa, Mario Lanza, Miranda Martino), che stranieri (Glenn Miller, Benny Goodman, Grace Moore, Frank Sinatra, Franck Pourcel, Duke Ellington).
All'estero il titolo è stato talvolta trascritto come Chiribiribin.
La canzone è di pubblico dominio dal 2005, essendo passati più di settant'anni dalla morte degli autori (Tiochet morì nel 1912 e Pestalozza nel 1934).

## Il testo
Le parole della canzone raccontano di un amore clandestino tra due giovani torinesi.

## Musica
Sia la strofa che il ritornello sono in origine a tempo di valzer; tuttavia negli anni il brano è stato reinciso anche con arrangiamenti di altro tipo (ad es. swing).

## Alcune incisioni di Ciribiribin
| Anno              | Interprete                                                          | Supporto                                                                            |
| ----------------- | ------------------------------------------------------------------- | ----------------------------------------------------------------------------------- |
| 1898              | Mitzi Kirchner                                                      | Cilindro fonografico (Edizioni musicali Carisch)                                    |
| 1919              | Helen Louise con l'orchestra di Frank Ferera                        | 78 giri Varge Bleue/Ciribiribin (Empire 61101)                                      |
| 1934              | Grace Moore                                                         | 78 giri One night of love/Ciribiribin (Brunswick 01922)                             |
| 20 febbraio 1939  | Harry James and His Orchestra                                       | 78 giri Ciribiribin/Avalon (Columbia 35316)                                         |
| 1º giugno 1939    | Les Brown And His Orchestra                                         | 78 giri Oh Marie!/Ciribiribin (Bluebird B-10421)                                    |
| 20 settembre 1939 | The Andrews Sisters e Bing Crosby con Joe Venuti e la sua orchestra | 78 giri Ciribiribin (They're So in Love)/Yodelin' Jive (Decca 35316)                |
| 8 novembre 1939   | Frank Sinatra con Harry James and His Orchestra                     | 78 giri All or Nothing at All/Ciribiribin (They're So in Love) (Columbia MNOT 2145) |
| 18 novembre 1939  | Glenn Miller and His Orchestra                                      | 78 giri Oh Johnny, Oh Johnny, Oh/Ciribiribin (Bluebird 10707-B)                     |
| 1942              | Trio Lescano                                                        | 78 giri Oi Marì, oi Marì/Ciribiribin (Cetra DC 4154)                                |
| 1950              | Jeanette MacDonald                                                  | 78 giri Indian Love Call/Ciribiribin (RCA Victor 10-1564)                           |
| 1953              | Renato Carosone e il suo Quartetto                                  | 78 giri Caminito/Ciribiribin (Pathé MG 182)                                         |
| 1959              | Perez Prado and His Orchestra                                       | 33 giri Pops and Prado (RCA Victor LSP 2028)                                        |
| 1961              | Carlo Pierangeli e Franca Frati                                     | 33 giri 16 cansôn piemônteise (Fonit Cetra LPP 8)                                   |
| 1962              | Pete Rugolo and All That Brass                                      | 33 giri In Study Stereo (Mercury 222 007 MWY)                                       |
| 1962              | Duke Ellington and His Orchestra                                    | 33 giri Recollections of the Big Band Era (Atlantic ATL 50110)                      |
| 1964              | Miranda Martino (Orchestra Ennio Morricone)                         | 33 giri Le canzoni di sempre RCA Italiana PML 10383                                 |
| 1973              | Claudio Villa                                                       | 33 giri Antologia della canzone italiana vol. 1 (Fonit Cetra LPP 206)               |
| 1974              | Rosanna Fratello                                                    | 33 giri Tanghi e valzer di casa mia (Dischi Ricordi SMRL 6143)                      |
| 1984              | Ennio Morricone                                                     | 33 giri The Greatest Performers (RCA Italiana PL 70324)                             |

## Cinema
La canzone costituisce il perno del primo episodio del film Gli assi della risata, del 1943, diretto da Giuseppe Spirito e interpretato da Tisa Flora, Lajos Onodi, Enzo Gainotti e Liana Del Balzo. Nella pellicola si immagina una fantasia sul motivo di questo brano, che abbraccia tre epoche: il 1870, il 1910 e il 1999.
La melodia di Ciribiribin viene suonata col sax soprano da Warren Beatty nel film Il Paradiso può attendere (1978).